# Chrám svatého Klementa Ochridského (Plovdiv)
Chrám svatého Klimenta je chrám v bulharském městě Plovdiv, který využívá Bulharská pravoslavná církev. Kostel byl postaven v letech 2006–2008 a je zasvěcen svatému Klimentu Ochridskému.

## Stavba
Kostel byl postaven s kupolí na půdorysu řeckého kříže s portikem, podzemní kryptou a 14 m vysokou zvonicí. V oltáři je uschována část relikvie sv. Klimenta Ochridského, kterou kostelu věnoval ochridský arcibiskup. Stavba kostela začala 12. prosince 2006 a kostel byl vysvěcen 25. listopadu 2008.